# José Manuel Hurtado
José Manuel Hurtado Madrona (Málaga, España, 1 de agosto de 1959) es un exfutbolista español que se desempeñaba como delantero.

## Clubes
| Club         | País   | Año         |
| ------------ | ------ | ----------- |
| CD Málaga    | España | 1980 - 1988 |
| CD Castellón | España | 1988 - 1992 |